# Гринт, Руперт
Ру́перт Алекса́ндр Ллойд Гринт (англ. Rupert Alexander Lloyd Grint; род. 24 августа 1988 года, Харлоу, Эссекс, Англия) — британский актёр кино, телевидения и озвучивания. Наиболее известен по роли Рональда Уизли в фильмах о Гарри Поттере, снятых по произведениям писательницы Джоан Роулинг.

## Биография
Руперт Гринт родился 24 августа 1988 года в Харлоу (графство Эссекс) в семье торговца сувенирами Найджела Гринта и домохозяйки Джоанны Гринт (урожд. Парсонс). Он является старшим ребёнком, у него есть брат Джеймс и три сестры: Джорджина, Саманта и Шарлотта.
Учился в римско-католической начальной школе «St Josephs Primary School». Уже в школе проявляет огромный интерес к театру. Участвовал в небольших школьных спектаклях и преуспевал в этом. В возрасте 16 лет бросил школу, чтобы сосредоточиться на своей актёрской карьере.

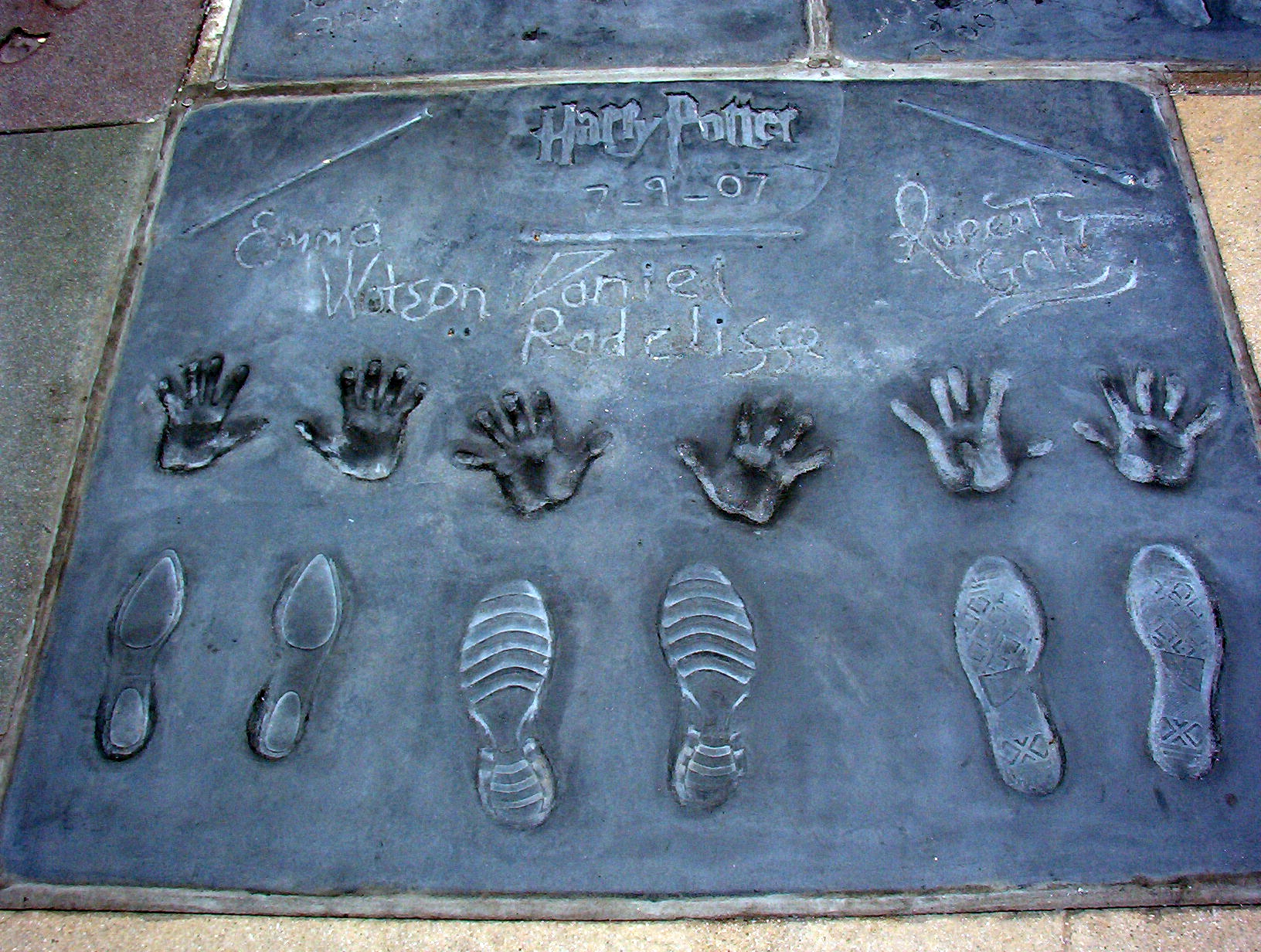
Отпечатки рук, ног и волшебных палочек Эммы Уотсон, Дэниела Рэдклиффа и Руперта Гринта напротив Китайского театра Граумана

В конце мая 2000 года киностудия Warner Bros. объявила об открытом кастинге на три главные роли в экранизации романа Дж. К. Роулинг «Гарри Поттер и философский камень». В качестве кандидатов рассматривались исключительно британские дети в возрасте от 9 до 11 лет. На прослушиваниях детям сначала предлагалось прочитать вслух предложенную им страницу из книги, затем сымпровизировать сцену прибытия учеников в Хогвартс и в третьей стадии прочитать вслух несколько страниц из сценария.
11-летний Руперт узнал о кастинге во время просмотра новостей для детей на канале «Би-би-си». Будучи поклонником книг о Гарри Поттере (которых к тому времени вышло уже три) он принял участие в отборе актёра на роль Рона Уизли. Профессионального актёрского опыта у него тогда ещё не было. 8 августа 2000 года было объявлено, что Руперт получил роль. Чтобы стать актёром, он сочинил рэп-песню, как он хочет сниматься в фильме, и его мама отправила заявку.
В ноябре 2001 года состоялась премьера фильма «Гарри Поттер и философский камень», принесшая Руперту мировую известность. После своеобразного триумфа в фильмах о «Гарри Поттере» Руперт становится одним из самых кассовых актёров. Однако этот статус не помог Руперту получить роли в других настолько же популярных фильмах.
В 2002 году вышел фильм «Гром в штанах», где он сыграл Алана — гениального мальчика.
В 2010 году он стал гостем 3 серии 15 сезона британского автошоу Top Gear, а через год снялся в клипе Эда Ширана «Lego House», четырнадцать лет спустя принял участие в съёмках ещё одного, на песню " A Little More ". 

## Личная жизнь
Гринт состоит в отношениях с актрисой Джорджией Грум с 2011 года, в 2018 году состоялась свадьба, в 2020 родилась дочь Уэнсдэй, в 2025 году родилась дочь Голди. 

## Фильмография
| Год       |     | Русское название                     | Оригинальное название                             | Роль                    |
| --------- | --- | ------------------------------------ | ------------------------------------------------- | ----------------------- |
| 2001      | ф   | Гарри Поттер и философский камень    | Harry Potter and the Philosopher's Stone          | Рон Уизли               |
| 2002      | ф   | Гром в штанах                        | Thunderpants                                      | Алан A. Аллен           |
| 2002      | ф   | Гарри Поттер и Тайная комната        | Harry Potter and the Chamber of Secrets           | Рон Уизли               |
| 2004      | ф   | Гарри Поттер и узник Азкабана        | Harry Potter and the Prisoner of Azkaban          | Рон Уизли               |
| 2005      | ф   | С Днём Рождения, Питер Пэн           | Happy Birthday, Peter Pan                         | Питер Пэн (голос)       |
| 2005      | ф   | Гарри Поттер и Кубок огня            | Harry Potter and the Goblet of Fire               | Рон Уизли               |
| 2006      | ф   | Уроки вождения                       | Driving Lessons                                   | Бен Маршалл             |
| 2007      | ф   | Гарри Поттер и Орден Феникса         | Harry Potter and the Order of the Phoenix         | Рон Уизли               |
| 2009      | ф   | Вишнёвая бомба                       | Cherrybomb                                        | Малакей                 |
| 2009      | ф   | Гарри Поттер и Принц-полукровка      | Harry Potter and the Half-Blood Prince            | Рон Уизли               |
| 2010      | ф   | Дикая штучка                         | Wild Target                                       | Тони                    |
| 2010      | ф   | Гарри Поттер и Дары Смерти: часть 1  | Harry Potter and the Deathly Hallows – Part 1     | Рон Уизли               |
| 2011      | ф   | Гарри Поттер и Дары Смерти: часть 2  | Harry Potter and the Deathly Hallows – Part 2     | Рон Уизли               |
| 2012      | ф   | В белом плену                        | Into the White                                    | бортстрелок Роберт Смит |
| 2013      | ф   | Опасная иллюзия                      | The Necessary Death of Charlie Countryman         | Карл                    |
| 2013      | ф   | Клуб «CBGB»                          | CBGB                                              | Чита Хром               |
| 2013      | ф   | Барабанщик                           | The Drummer                                       | Стэн Шапиро             |
| 2014      | мс  | Почтальон Пэт                        | Postman Pat: The Movie                            | Джош (голос)            |
| 2015      | ф   | Лунная афера                         | Moonwalkers                                       | Джонни                  |
| 2017      | с   | Городские легенды                    | Urban Myths                                       | Август Кубичек          |
| 2017—2018 | с   | Большой куш                          | Snatch                                            | Чарли Кавендиш Скотт    |
| 2017—2018 | с   | По болезни                           | Sick Note                                         | Дэниел Глэсс            |
| 2018      | с   | Убийства по алфавиту                 | The A.B.C. Murders                                | инспектор Кром          |
| 2020—2023 | с   | Дом с прислугой                      | Servant                                           | Джулиан Пирс            |
| 2022      | док | Возвращение в Хогвартс               | Harry Potter 20th Anniversary: Return to Hogwarts | В роли самого себя      |
| 2022      | ф   | Кабинет редкостей Гильермо дель Торо | Guillermo del Toro’s cabinet of curiosities       | Уолтер Джилмен          |
| 2023      | ф   | Стук в дверь                         | Knock at the Cabin                                | Редмонд                 |
| 2025      | ф   | Ночьюрожденный                       | Nightborn                                         | Джон                    |

## Озвучивание видеоигр
| Год  | Название игры                                 | Персонаж  |
| ---- | --------------------------------------------- | --------- |
| 2007 | Harry Potter and the Order of the Phoenix     | Рон Уизли |
| 2009 | Harry Potter and the Half-Blood Prince        | Рон Уизли |
| 2010 | Harry Potter and the Deathly Hallows: Part I  | Рон Уизли |
| 2011 | Harry Potter and the Deathly Hallows: Part II | Рон Уизли |